# Euxoa signata
Euxoa signata là một loài bướm đêm trong họ Noctuidae.